# Station Bielsko-Biała Wschód
Station Bielsko-Biała Wschód is een spoorwegstation in de Poolse plaats Bielsko-Biała.